# Cófalva
Cófalva (románul Țufalău) falu Romániában Kovászna megyében.

## Fekvése
Sepsiszentgyörgytől 17 km-re keletre, a Feketeügy bal partján fekszik.

## Története
Régen Csiafalva volt a neve. 1567-ben Czoffalva néven említik. A falu északi határában az 550 m magas Várhegyen állt a Székelybánja vár, melyet az 1562. évi székely felkelés után büntetésből építtetett a székelyekkel János Zsigmond fejedelem. A várat 1599-ben a Vitéz Mihály mellé állt székelység lerombolta. 1813-ban a vár nyugati felén a Nemes család kastélyt épített, maradék köveit a 19. században szeszgyár és istálló építéséhez hordták el. Nyoma is alig maradt. Az ásatások igazolták, hogy a hegyen már a középkorban is állt egy fából épített vár, melyet 1353-ban Nagy Lajos király egyik levele is említ. A favárat a székelyek még a kun és besenyő betörések ellen építették és a Feketeügy mocsaras árka vette körül. 1840-ben a faluban híres aranyleletet találtak. 1889-ben nagy tűzvész pusztított.
A falunak 1910-ben 360 magyar lakosa volt. A trianoni békeszerződésig Háromszék vármegye Orbai járásához tartozott.

## Látnivalók

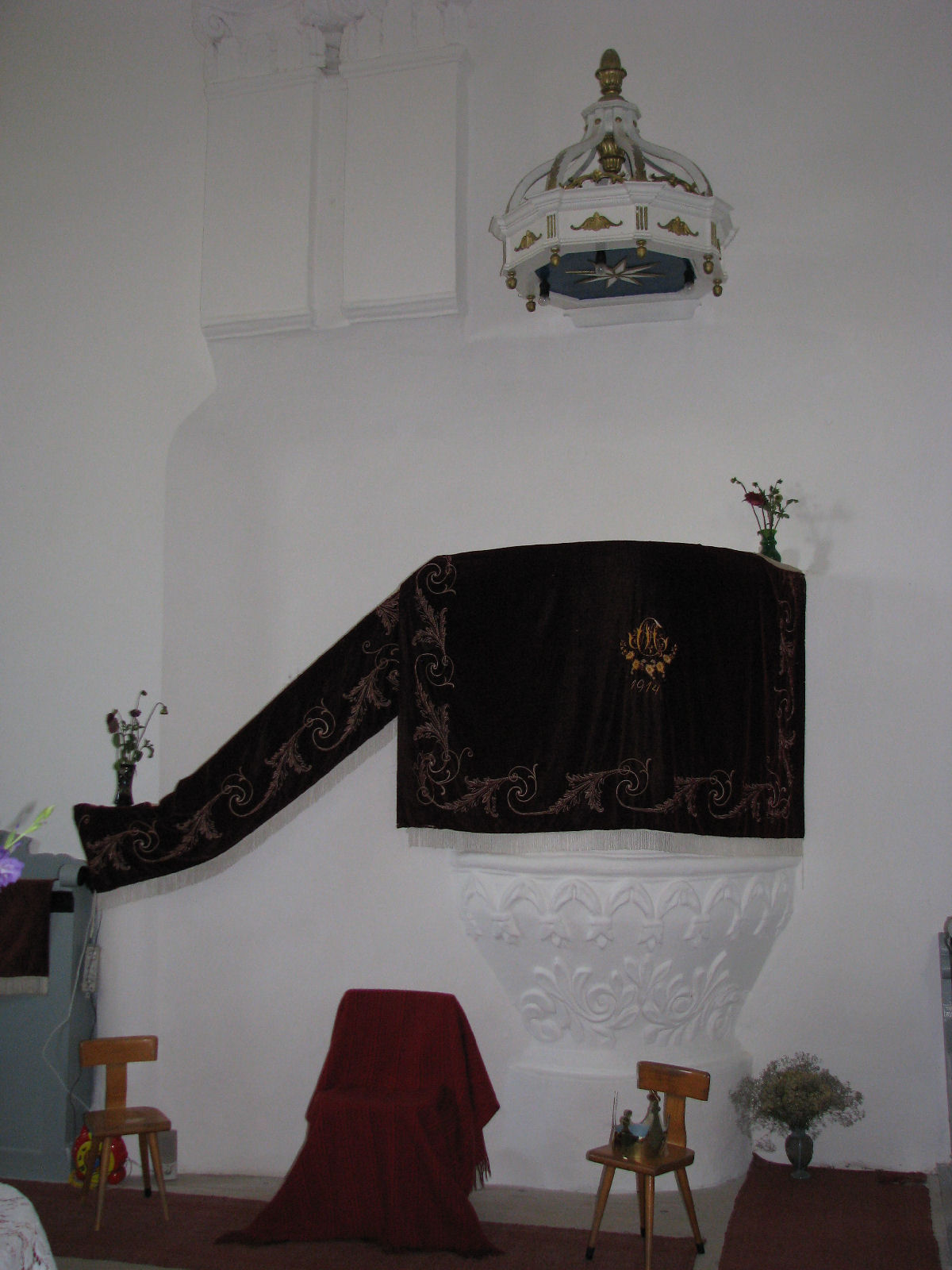
Református templom belseje

- A Veress-udvarház 1794-ben épült.